# Рабы сна
«Рабы́ сна́» (англ. Slaves of Sleep) — научно-фантастический роман американского писателя Лафайета Рона Хаббарда. Впервые был издан в виде книги в 1948 году издательством «Shasta Publishers»; первоначально роман был напечатан в июльском номере журнала «Unknown» за 1939 год. В романе рассказывается история, в которой мужчина отправляется в параллельную вселенную, управляемую ифритами, и становится вовлечённым в их политику в вымышленном мире «Тысячи и одной ночи».

## Синопсис
В романе рассказывается о молодом миллионере Яне Палмере, который застает врасплох домушника, пытающегося ограбить его коллекцию антиквариата. Вор открывает кувшин, на котором лежит печать Сулеймана, и тем самым освобождает заключенного в нём ифрита по имени Зонгри. Ифрит убивает вора и проклинает Палмера вечным бодрствованием. Ночью Палмер принимает облик удалого искателя приключений в другом измерении, где правят ифриты, а люди подчиняются королеве ифритов, и оказывается втянутым в конфликт между Зонгри и королевой.

## История публикаций
Произведение впервые опубликовано в июле 1939 года в Соединенных Штатах Америки в литературном журнале «Unknown». В отдельной книге роман был издан в 1948 году в США в издательстве «Shasta Publishers» в твердом переплёте. Первое издание вышло тиражом 3500 экземпляров, из которых 250 были подписаны Хаббардом. В Германии книга была издана в 1963 году в твердом переплёте издательством «Utopia-Kriminal». В 1967 году американское издательство «Lancer Books» выпустило роман в мягкой обложке.
Актёр Рене Обержонуа записал свое чтение произведения для адаптации книги в разговорном формате 1993 года, выпущенной совместно с её сиквелом под названием «Slaves of Sleep & The Masters of Sleep». В 1993 году актёры Мишель Стэффорд, Сису Райкен, Джим Мескимен, Кристофер Смит и Тэйт Рупперт исполнили фрагменты из книги в своей организации импровизационных комедий Interplay. Издание 1993 года, выпущенное «Bridge Publications», было частью переизданных художественных произведений Рона Хаббарда.

## Реакция
Рецензируя издание «Shasta», Лайон Спрэг де Камп пришел к выводу, что роман — «отличная приключенческая история», технические недостатки которой перевешиваются «скоростью, словно у поезда-экспресса, прытью, изюминкой и буйным юмором».
В своей статье о Роне Хаббарде биографический словарь «Houghton Mifflin Dictionary of Biography» назвал роман «Рабы сна» одной из «классических» работ в жанре научной фантастики. В статье 1986 года в газете «The Washington Post» журналистка Джанре Фрэнк пишет про Хаббрада: «Большая часть его лучших работ 40-х и 50-х годов — „Страх“, „Рабы сна“, „Пишущая машинка в небесах“ — была написана в одинаковом стиле и побеждала в читательских опросах в то время». Авторы Фрэнк Робинсон и Дэвид Лоуренс отнесли «Рабов сна» к «лучшим романам» Хаббарда. В книге «Icons of Horror and the Supernatural» отмечалось: «Л. Рон Хаббард имел большой успех с героическим фэнтезийным романом „Рабы сна“, действие которого происходит в мире „Тысячи и одной ночи“, когда он появился в „изысканном“ фэнтезийном журнале Джона Вуда Кэмпбелла „Unknown“». Газета «The Columbus Dispatch» в статье 1993 года рекомендовала издание этой книги, объединённое вместе с её продолжением «The Masters of Sleep», в качестве подарка.
В 1994 году писатель Роланд Джеймс Грин из газеты «Chicago Sun-Times» отметил: «В книге Л. Рона Хаббарда „Slaves of Sleep/Masters of Sleep“ переизданы два коротких романа на границе между фантастикой и ужасами. Ещё одно напоминание о таланте покойного Хаббарда». Газета «San Francisco Chronicle» в 2003 году сообщила, что писатель Джон Бакстер сохранил экземпляр первого издания «Рабов сна» в своей частной коллекции редких книг. В 2008 году экземпляр первого издания книги оценивался в 400—600 долларов США.